# Cathédrale de la Sainte-Famille de Nairobi
Cette  cathédrale n’est pas la seule cathédrale de la Sainte-Famille.

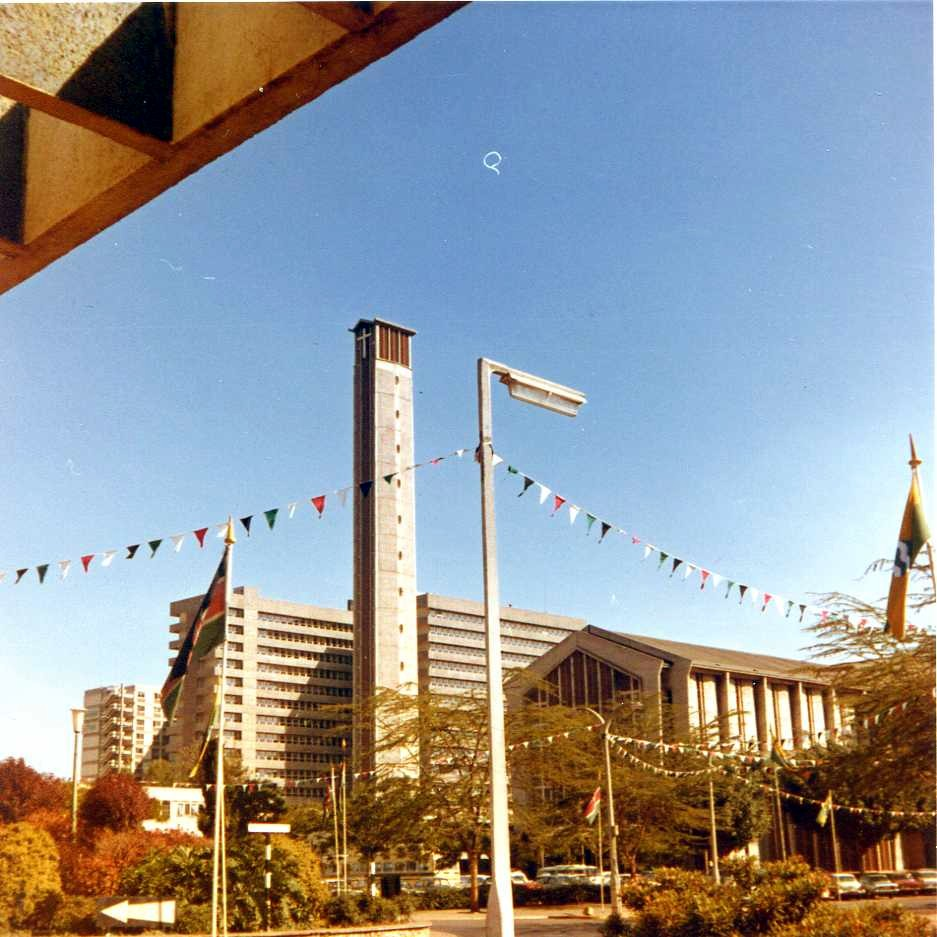
Vue du clocher.

La cathédrale de la Sainte-Famille est la cathédrale catholique de Nairobi au Kenya, siège métropolitain de l'archidiocèse de Nairobi. Elle est dédiée à la sainte Famille.

## Histoire
La première communauté catholique de Nairobi est composée de cheminots africains, employés à la construction du chemin de fer, habitant dans un campement à proximité à l'emplacement actuel de la gare de Nairobi. Sous l'administration des Spiritains, Frère Josaphat, C.S.Sp., fait construire une première église en 1904, premier bâtiment construit en pierre à Nairobi. Elle a une capacité de 300–400 fidèles,. Le premier baptême y a lieu en 1906, le premier mariage en 1908, et la première confirmation en 1923.
Le premier archevêque est Mgr John Joseph McCarthy C.S.Sp. qui sert jusqu'en 1971, date de sa retraite.
Dorothy Hughes, qui a été élevée au Kenya, dessine les plans de l'édifice actuel en 1960. La cathédrale est construite par la compagnie anglaise Mowlem. De style moderniste, elle comprend des vitraux abstraits et un décor intérieur de marbre de Carrare  et une capacité de 3 000 à 4 000 personnes, c'est-à-dire dix fois plus que l'édifice antérieur. L'édifice cruciforme mesure 98 pieds de hauteur. La cathédrale comprend huit chapelles intérieures. Le maître-autel avec un grand crucifix et un chœur de grand espace est flanqué de deux autels secondaires.
Le pape saint Jean-Paul II a visité la cathédrale en 1980 et lui a conféré le rang de basilique mineure, le 15 février 1982. Jean-Paul II est revenu y prier en 1985 et en 1995. Les Pères spiritains ont administré le siège, jusqu'en 1991.
Des bâtiments administratifs lui ont été adjoints en 2011, construits par la compagnie chinoise Zhongxing Construction.